# Hermann Wilhelm Fehling

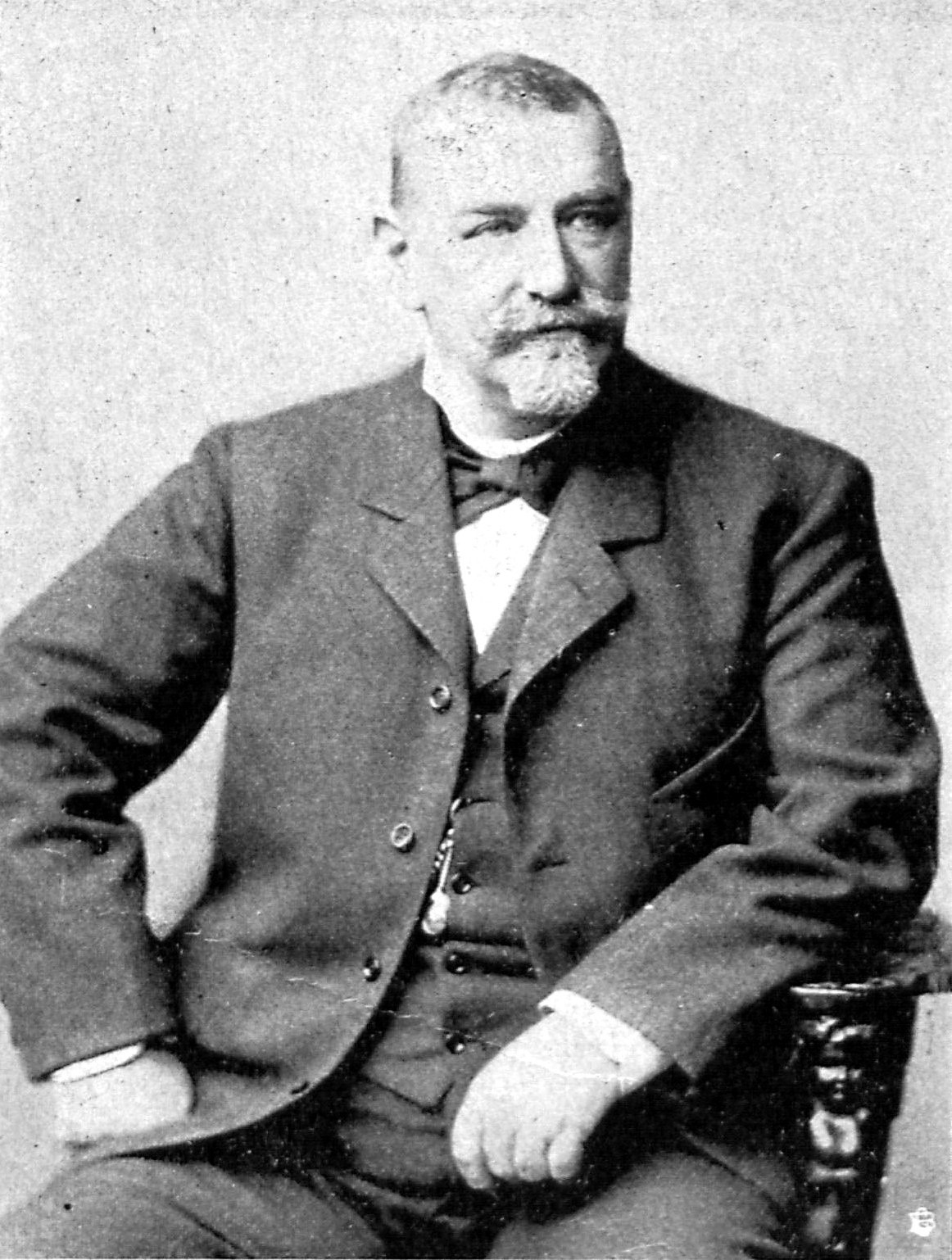
Hermann Fehling

Hermann Wilhelm Fehling (* 23. April 1842 in Lübeck; † 7. Dezember 1907 ebenda) war Großkaufmann und sogenannter „Projektenmacher“.

## Leben

### Herkunft
Hermann Wilhelm entstammte der Lübeckischen Familie Fehling. Er war ein Sohn des Kaufmanns Johannes Christoph Fehling und dessen Ehefrau Anna Emilia, geborene Oppenheimer (* 8. August 1803 in Hamburg; † 5. Juni 1885 in Lübeck).
Neben seiner Schwester Adele, die den späteren Lübecker Bürgermeister Heinrich Theodor Behn heiratete, hatte er zwei Brüder,  den späteren Senator Johannes Fehling sowie den späteren Bürgermeister Emil Ferdinand Fehling.

### Laufbahn
Fehling besuchte zuerst die Carstensche Schule und dann das Katharineum. Im Anschluss wurde er als Lehrling in der alte Verbindungen nach Finnland unterhaltenden Firma Jac. Ludw. Bruhns & Sohn eingestellt. Sein Lebenswerk sollte sich auf den Säulen Handel, Schifffahrt und Industrie in Verbindung mit seinem Wahlspruch „inserviendo consumor“ aufbauen. Bereits im Alter von 21 Jahren bot sich ihm die Gelegenheit sich zusammen mit einem älteren Kollegen, Heinrich Piehl, selbstständig zu machen. Die Handlungsfirma Piehl & Fehling, die auch die Verbindungen nach Finnland nutzte, wurde weit über die Grenzen Lübecks bekannt. Bis zu seinem Tode hatte sich die Firma zu einer Großkaufmannsfirma, mit ihm als Seniorchef, fortentwickelt.
Im Gegensatz zu anderen jungen Kaufleuten konnte Fehling keinen längeren Aufenthalt im Ausland nehmen. Erst in späteren Jahren konnte er seine Geschäftsreisen dazu nutzen, seinen Blick zu erweitern und fremde Verhältnisse kennen zu lernen.
In die Lübecker Bürgerschaft wurde der in vielen Verwaltungsfächern bewanderte junge Fehling bereits 1871 gewählt, zu dem Zeitpunkt als Maßnahmen zur Verbesserung und Erweiterung von Bahnhofsanlagen sowie der Verhältnisse im Travenrevier beraten wurden. Die Berlin-Hamburger Eisenbahn-Gesellschaft legte hierzu am 5. April 1872 einen Vertragsentwurf vor. Es handelte sich um den Verkauf der Lübecker Bahnen, deren Aktien sich zu etwa 28.000 Stück in den Händen des Staates befanden. Ein Teil des Vertrages sollte den Ausbau der Bahnstrecke Lübeck-Travemünde beinhalten. Der Vertrag sollte jedoch wegen der Ablehnung aller, außer dem Freistaat, beteiligten Territorialregierungen nicht zustande kommen. Fehlings Einfluss auf die freistaatliche Eisenbahnpolitik wuchs jedoch.
Fehling war in den Perioden 1884/85 und 1900/01 der Stellvertreter des Wortführers der Bürgerschaft und von 1878 bis 1906 Mitglied im Bürgerausschuss. In diesem Ausschuss war er 1882/83, 1895/96, 1898/99, 1902/03 und 1905/06 stellvertretender Wortführer. Er war langjähriges Mitglied des Finanzdepartements und gehörte der Kanalbehörde als bürgerlicher Deputierter an.

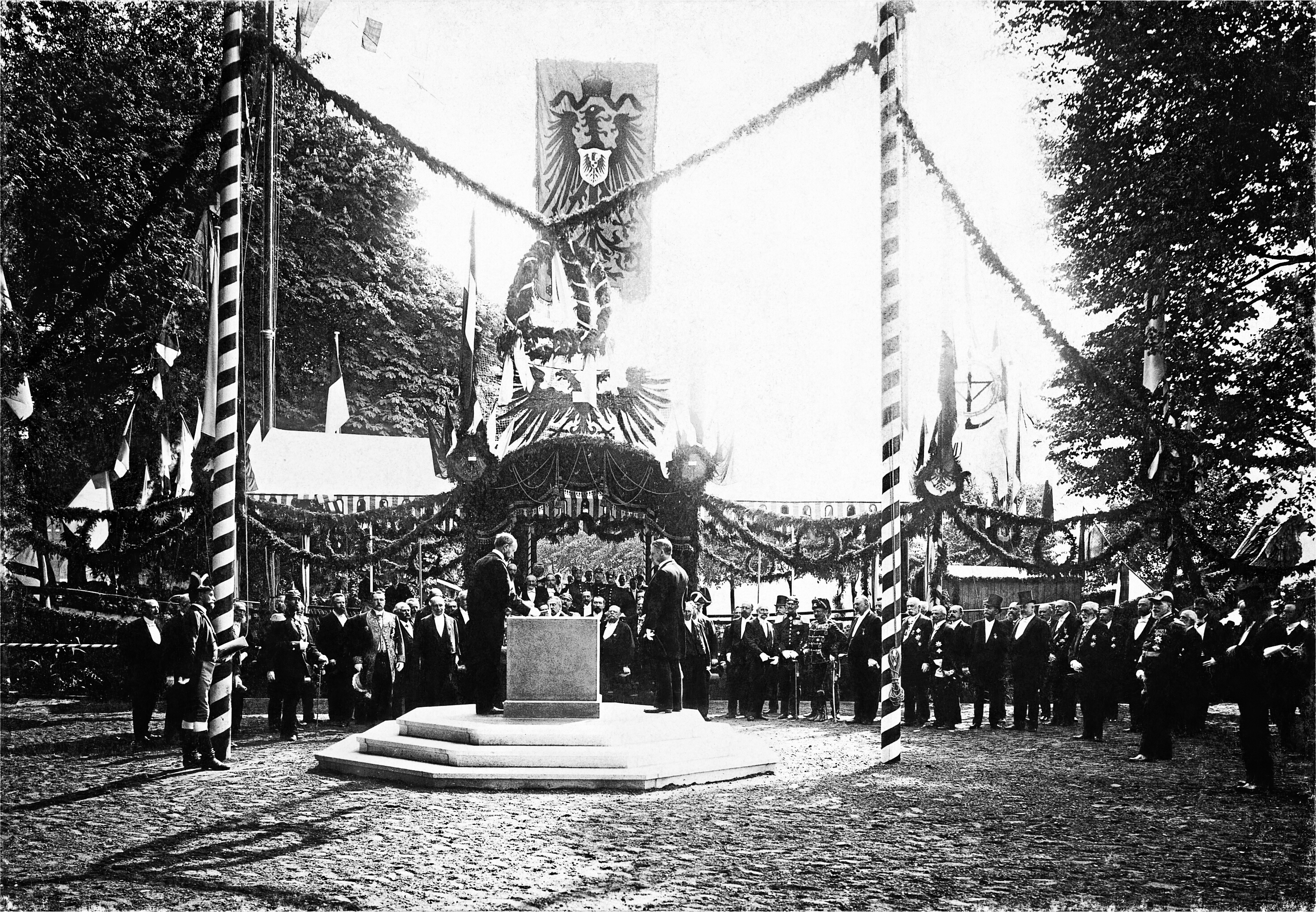
Grundsteinlegung des Elbe-Trave-Kanals

Drei Jahre nach seiner Firmengründung trat Fehling der Kaufmannschaft zu Lübeck bei und wurde von ihr am 21. Juni 1891 zum Mitglied der Handelskammer erwählt. Bereits Mitglied der Kommission für die Förderung und Nutzbarmachung des Kanals, sollte sein Name untrennbar mit dem Elbe-Trave-Kanal verbunden sein und entsprechend gewürdigt werden. Er nahm am 31. Mai 1895 an den Feierlichkeiten zur Grundsteinlegung des Kanals in der Hansestadt teil. Nach den Schlägen mit dem silbernen Hammer durch den Präses der Gewerbekammer, Theodor Schorer, mit den Worten „Zum Segen für Industrie und Gewerbe“ schlug er als Präses des Kanal-Vereins, gefolgt von Senator Alfred Stooß den Granitstein. Nach der Fertigstellung des Kanals sollte er dreimal zum Präses der  Kammer – 1898/00, 1903/04 und 1906/07 – ernannt werden. Bei der Eröffnung des Kanals wurde er vom anwesenden Kaiser mit dem Roten Adlerorden 3. Klasse ausgezeichnet. Als der Großherzog von Mecklenburg-Schwerin nach Fehlings erster Amtsperiode am 25. Oktober 1902 in der Stadt weilte, wurde ihm in seiner Anwesenheit das Ehrenkreuz des Greifenordens verliehen. Er war Mitglied der Kommission zur Neuordnung der Kaufmannschaft und war an der Förderung der Eisenbahnverbindungen Lübecks und dem Ausbau der Seehäfen beteiligt. Die Industrie  förderte er, indem er sich an der Gründung des Hochofenwerks beteiligte und  Mitglied im Ausschuss des Deutschen Handelstages sowie geschäftsführender Vorsitzender des Eisenbahnkomitees Segeberg-Lübeck war. Während der Vorbereitungen des deutsch-russischen Handelsvertrages trat er für den Erhalt der Beziehungen mit Finnland ein. Für dieses Eintreten erhielt er 1904 den Stanislaus-Orden 2. Klasse und bekam vom schwedischen König am 14. Januar 1907 das Kommandeurkreuz des Wasaordens verliehen.
Unter seinem Präsidium fand im September 1903 das fünfzigjährige Bestehen der Kaufmannschaft und Handelskammer statt. Fehling stand an jenem Tage auf dem Platz, den sein Vater 1853 als erster Präses der damals neu gegründeten Kammer einnahm.
Dem Wunsch seiner politischen Freunde folgend, ließ sich Fehling 1887 als Kandidat der Nationalliberalen Partei für die Reichstagswahl 1877 zum 3. Deutschen Reichstag aufstellen, um die einheimischen als auch allgemeine Handelsinteressen durch einen Kaufmann im Reichstag zu vertreten. Er wurde daraufhin bis 1890 zum Reichstagsabgeordneten für den Reichstagswahlkreis Hansestadt Lübeck gewählt. Er hielt bei Gelegenheit einer Debatte über den Kaiser-Wilhelm-Kanal eine Reichstagsrede über die Bedeutung und den allgemeinen Nutzen des zu schaffenden Elbe-Trave-Kanals, die an zuständiger Stelle Eindruck machte.

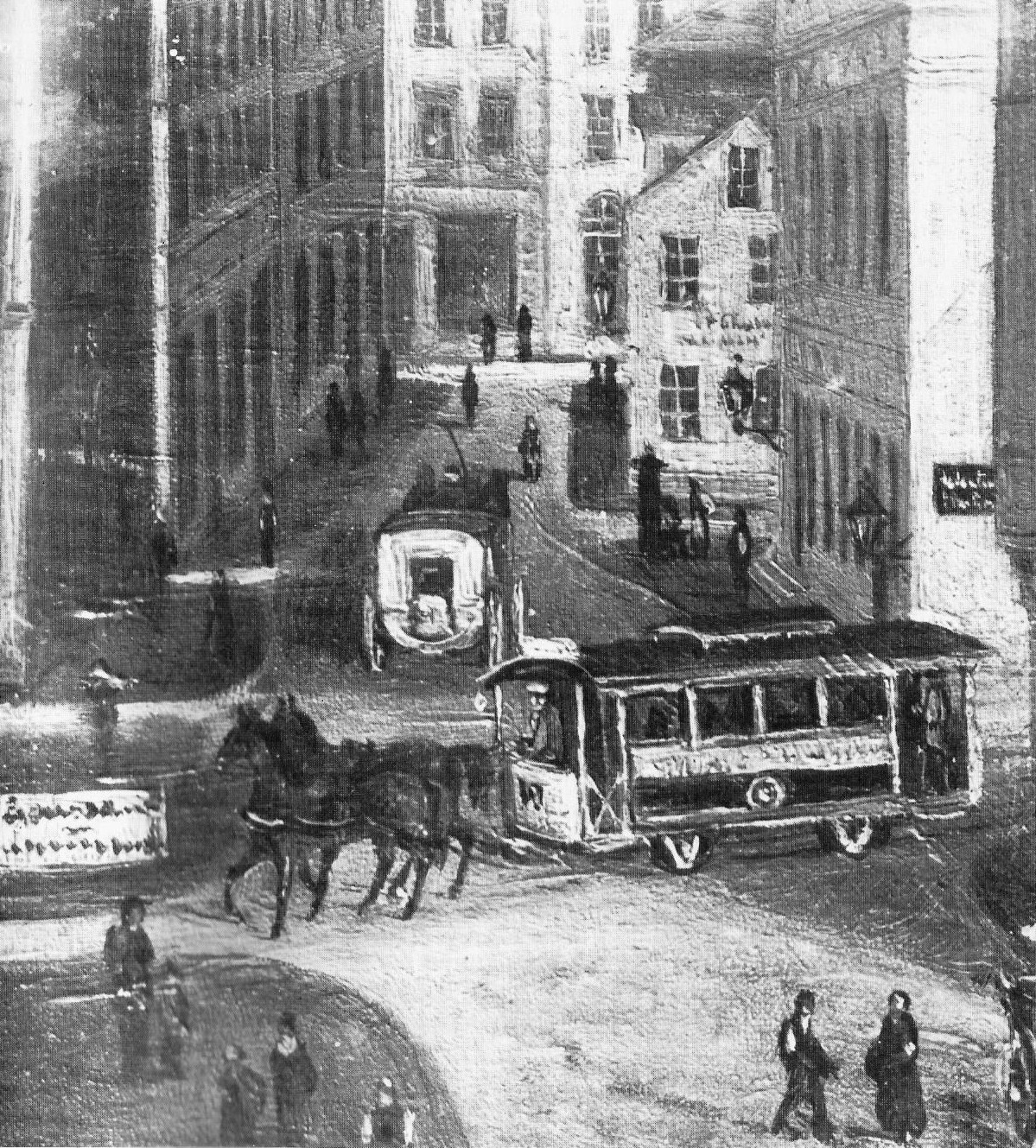
Pferdeeisenbahn

Am im Saal des Hôtel du Nord fand am 10. Dezember 1880 die erste von Regierungsrat v. Warnstedt geleitete Generalversammlung der Aktionäre der Lübecker Pferdeeisenbahn-Gesellschaft, die führend im heimischen Ortsverkehr werden sollte,  statt. Er führte aus, dass zunächst nur eine außerhalb des Burgtor beginnende zum Kolosseum laufende Linie gebaut werden solle. Nachdem man jedoch den Wert des Beförderungsmittels einer Pferdeeisenbahn kennengelernt haben werde, sich die Abneigung gegen die erstgenannte Linie nach dem Bahnhof und vor das Holstentor in ein Bedürfnis wandeln werde. Als die hierfür geeignetste Linie wurde ein durch die Beckergrube laufender oder oberhalb der Mengstraße abzweigender Schienenstrang angesehen. Als Mitglieder des Verwaltungsrates wurden daraufhin v. Warnstedt, Fehling und Georg Eduard Tegtmeyer, Ersatzmann Rodde, und für den Aufsichtsrat August Rehder, Eschenburg und Friedrich Carl Sauermann, Ersatzmann Wilhelm Heinrich Heyke, erwählt. Nach deren Umwandlung in eine elektrische Straßenbahn durch eine Berliner Gesellschaft gehörte er auch deren Verwaltung an. Er war Ausschussmitglied der Lübeck-Büchener Eisenbahn und Eisenbahnrat der königlichen Eisenbahndirektion Altona.
Über mehrere Jahre hinweg war er, bis ihn seine vielen anderweitigen Verpflichtungen zur Niederlegung des Amtes veranlassten, österreichischer Konsul in Lübeck. Jedoch auch nach der Niederlegung wurde er in Lübeck mit „Konsul Fehling“ angesprochen.
Seine Zerstreuung suchte Fehling in Travemünde, das er langjährig als Sommeraufenthalt nutzte. Unter dem Eindruck des verheerenden Ostseehochwassers von 1872 machte sich Fehling um die Küstenbefestigung und den Ausbau des Badebetriebs um Travemünde verdient. Die Gründung der Travemünder Rennen, das Inslebenrufen der Regatten, waren sein Werk. Die Stadt erwies ihm 1890 mit der Verleihung der Ehrenbürgerrechte ihre Dankbarkeit. Als Travemünde 1913, also Jahre nach seinem Tode, nach Lübeck eingemeindet wurde, übernahm Lübeck die Ehrenbürgerschaft.
Den Lübeck-Travemünder Rennclub sowie den Lübecker Yacht-Club begründete er mit. Im letztgenannten war er 1898 der erste Vorsitzende.
Als Lübecker Hanseat förderte Fehling auch die Wohlfahrtseinrichtungen seiner Stadt. So gehörte er der Vorsteherschaft verschiedener milder Stiftungen an, zum Beispiel die des Waisenhauses.
Noch am Abend vor seiner Darmoperation war Fehling beratend im Verwaltungsausschuss der Lübeck-Büchener Eisenbahn tätig. Wenige Tage später starb er an den Folgen der Operation.

### Familie
Er heiratete am 14. Juli 1865 Bertha Eschenburg (1846–1926), die Tochter von Johann Daniel Eschenburg. Aus der Ehe gingen 9 Kinder hervor. Die älteste Tochter Elisabeth heiratete am 14. Juli 1885 den Dr. med. Otto Schmiedicke. Aus deren Ehe gingen drei Töchter hervor (Vera, Stefanie und Ruth Schmiedicke). Vera Schmiedicke heiratete am 21. Mai 1905 den Bergassessor Friedrich Hoernecke. Aus deren Ehe gingen hervor Christa (* 1906), Friedrich (* 1909) und Brigitte (* 1913) Hoernecke. 1899 heiratete Elisabeth den am 6. Oktober 1915 als Kommandeur des Infanterie-Regiments „Prinz Carl“ (4. Großherzoglich Hessisches) Nr. 118 gefallenen Wilhelm König.

## Auszeichnungen

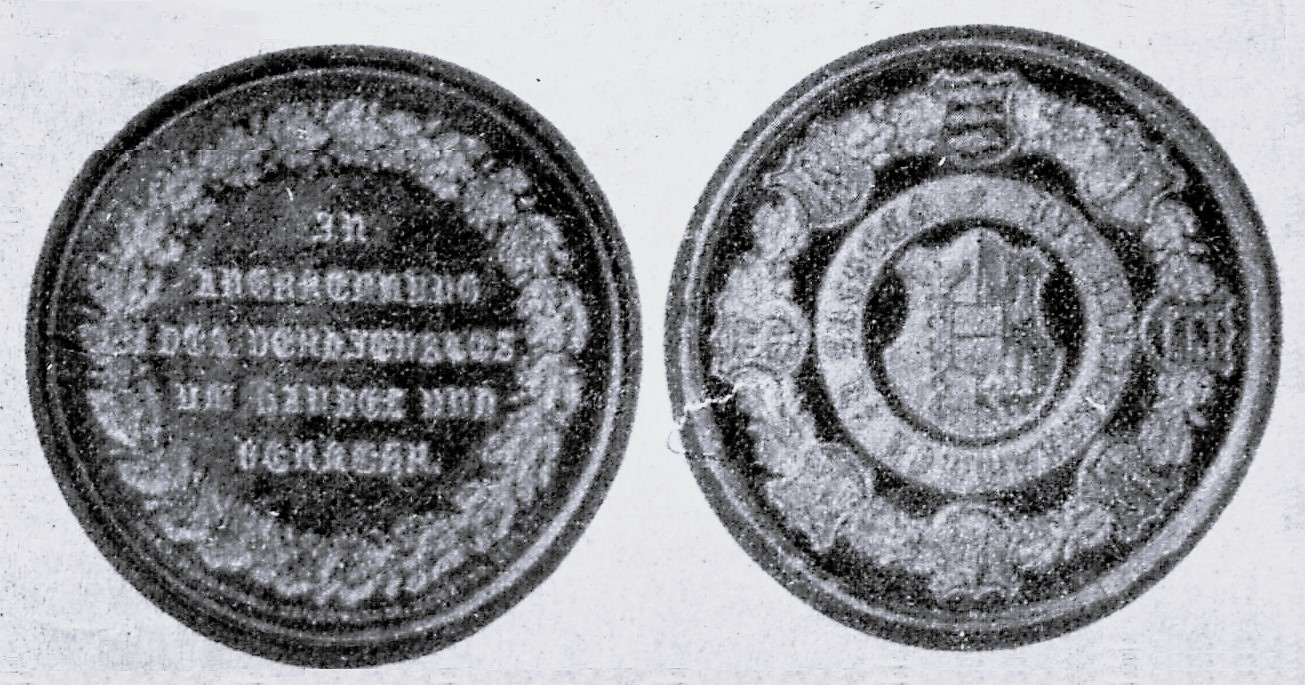
Ehrendenkmünze der Handelskammer zu Lübeck

Als Fehling am Ende seiner zweiten Amtszeit aus dem Amte schied, zeichnete ihn der stellvertretende Präses Rabe auf einstimmigen Beschluss der Kammer hin in seiner letzten Versammlung im Amt Kaufmannschaft am 30. Dezember 1904 mit deren Ehrendenkmünze in Goldener Ausprägung als höchster Auszeichnung der Lübecker Handelskammer aus.
In der der Münze beigegebenen Urkunde wurde ausgeführt, dass er sich um das Zustandekommen des Elbe-Trave-Kanals, die Nutzbarmachung der Wasserstraße, an den Arbeiten für den Ausbau der Seehäfen, an der Ausgestaltung der Lübeckischen Verkehrswege, an der kürzlich erteilten grundsätzlichen Erlaubnis zum Bau der wirtschaftlich wertvollen Eisenbahn Segeberg-Lübeck und um die Erhaltung des Warenaustausches mit Finnland verdient gemacht hätte.

## Denkmal

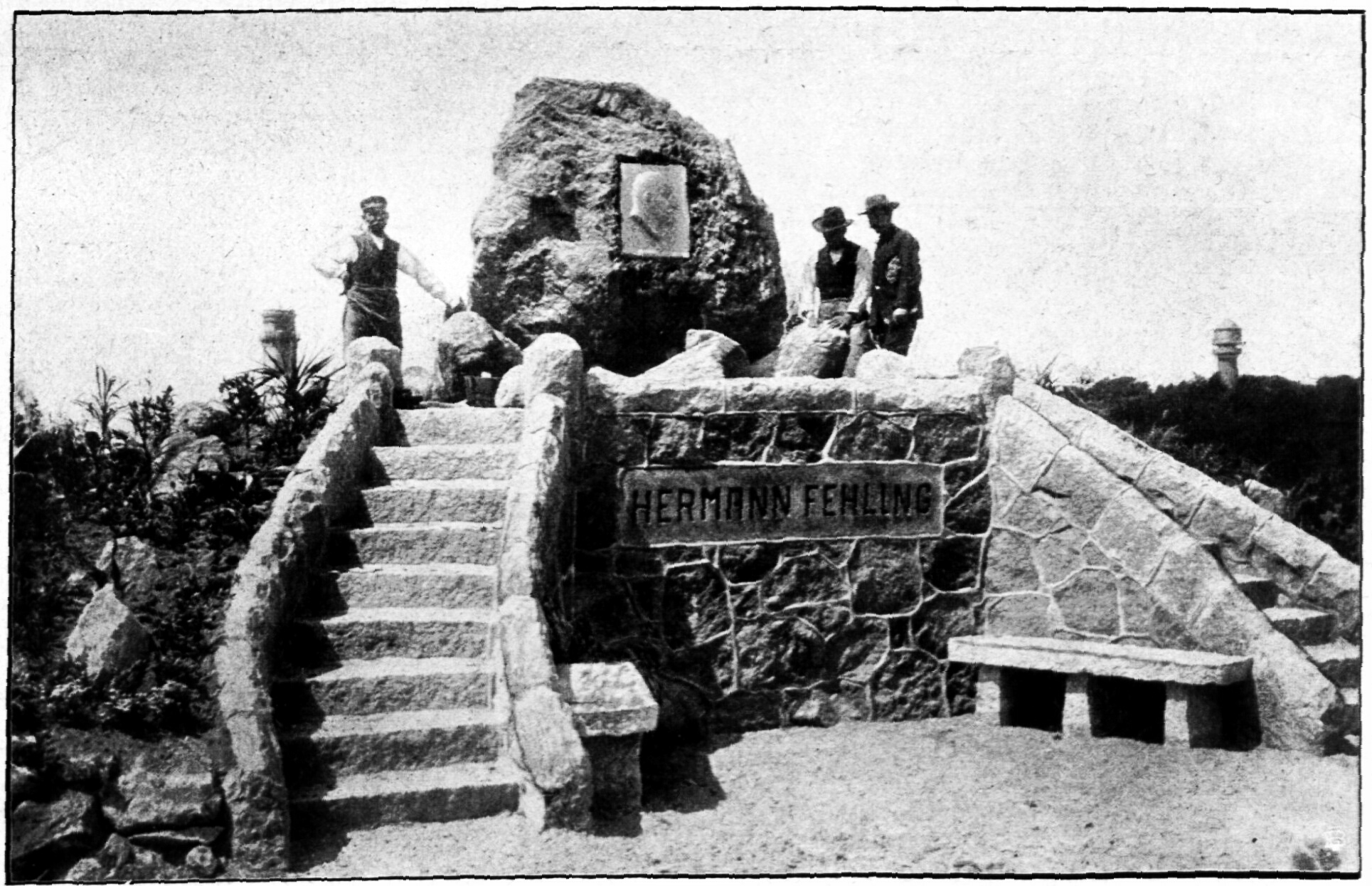
Fehlingstein in Travemünde, enthüllt am 2. Juli 1908

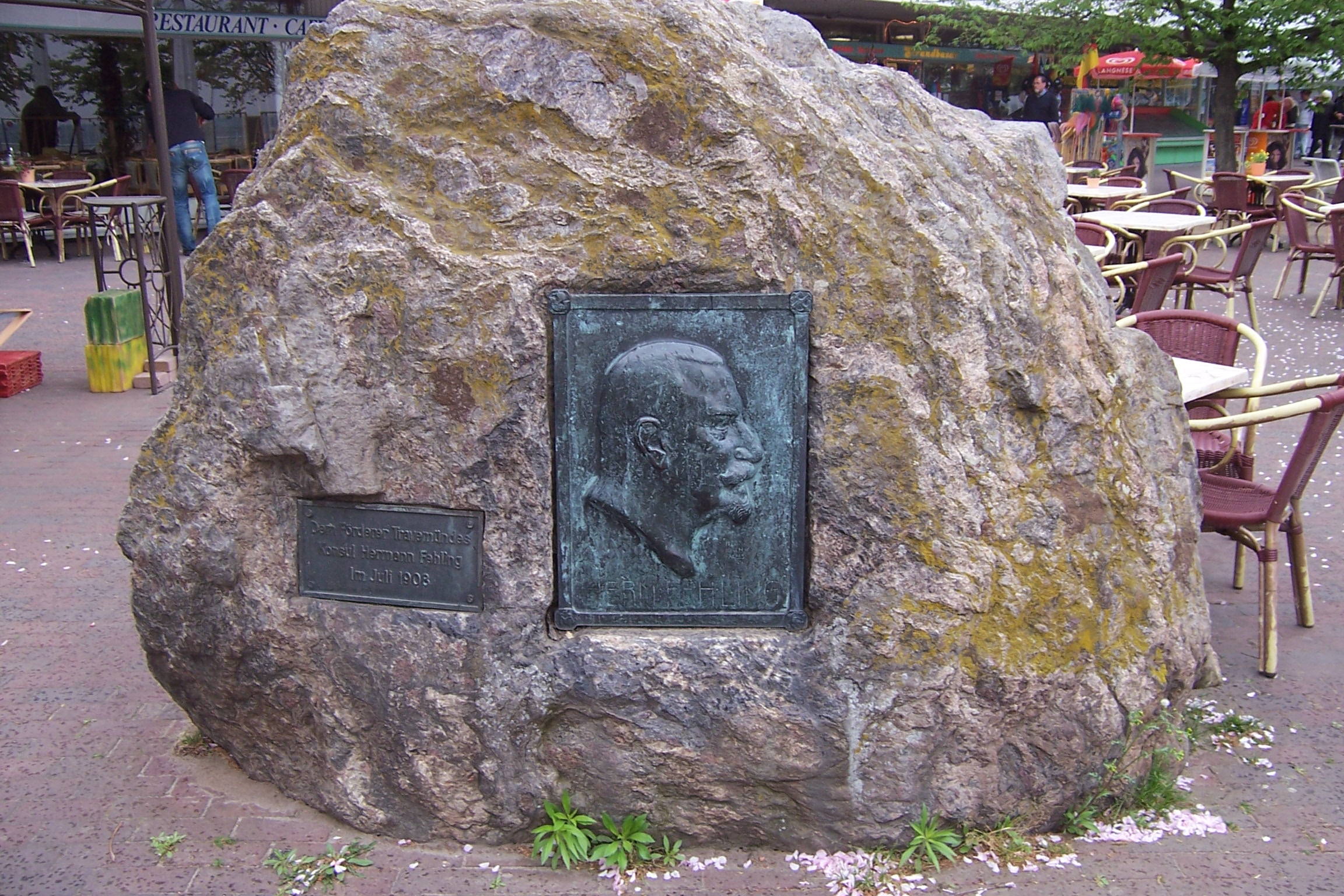
Fehlingstein an der Promenade in Travemünde

Nach dem Tod Fehlings wurde 1908 in Travemünde ein Gedenkstein, der sogenannte Fehlingstein, aufgestellt.
Das Denkmal trägt als Inschrift:
Konsul Hermann Fehling
Des Weiteren ist am Brodtener Ufer zwischen Travemünde und Niendorf eine besondere Stelle am Steilufer, an der er sich besonders gerne aufgehalten hatte, als Hermannshöhe benannt worden. Später entstand hier das gleichnamige Ausflugslokal.

## Trivia
Nach dem Tod von Senator Mann am 13. Oktober 1891 wurden Konsul Fehling und der Weinhändler Krafft Tesdorpf zu Vormündern seiner fünf hinterlassenen Kinder bestellt.
Thomas Mann war zu diesem Zeitpunkt 16 Jahre alt. In seinem Roman Die Buddenbrooks (1901), wofür er später den Nobelpreis erhielt und der Bezüge zu real existierenden Personen in Lübeck hat,  begegnen wir Krafft Tesdorpf als Weinhändler Stephan Kistenmaker, Konsul Fehling als Konsul Hermann Hagenström und Johann Daniel Eschenburg als Senator Huneus.